# 알토 델 아레날역
알토 델 아레날 역(스페인어: Alto del Arenal)은 마드리드 지하철 1호선의 역이다. 마드리드 푸엔테데바예카스 구의 알부페라 대로 지하에 자리해 있으며, 부에노스 아이레스 대로와 만나는 교차로 지점에 있다. 요금구역상으로는 A구역에 속한다.

## 역사
1994년 4월 7일 1호선 연장과 함께 문을 열었다. 당시 주변 동네의 이름이 알토델아레날이었기 때문에 여기서 역명을 따왔다.
2016년 7월 3일부터는 1호선의 도심구간에 해당되는 플라사 데 카스티야-시에라 데 과달루페 구간이 시설정비 공사로 운행을 일시 중단되면서 이곳도 영업을 중단하였다. 공사 작업 완료일은 2016년 11월경이 될 것으로 예측되었으나, 불편을 줄이기 위해 먼저 공사가 끝난 구간만 우선운행하기로 결정되었다. 따라서 9월 14일부터 플라사 데 카스티야-콰트로 카미노스 구간 / 알토 델 아레날-시에라 데 과달루페 구간이 운행을 재개하였고, 이 역도 다시 문을 열었다.

## 환승 정보
역 주변에는 시내버스 정류장이 총 세 곳이 있으며, 야간 노선도 일부 경유한다.
| 마드리드 지하철                      | 마드리드 지하철       | 마드리드 지하철              |
| ------------------------------------ | --------------------- | ---------------------------- |
| 부에노스 아이레스 피나르 데 차마르틴 | 마드리드 지하철 1호선 | 미구엘 에르난데스 발데카로스 |